# تیشته
تیشته (به آلمانی: Tiste) یک شهر در آلمان است که در Sittensen واقع شده‌است. تیشته ۸۶۲ نفر جمعیت دارد.